# Hadrodactylus rectinervis
Hadrodactylus rectinervis là một loài tò vò trong họ Ichneumonidae.